# Nymphe (Schiff, 1900)
Die zweite Nymphe war ein Kleiner Kreuzer der Kaiserlichen Marine und das dritte Schiff der Gazelle-Klasse. Modernisiert war die Nymphe auch von 1924 bis 1929 bei der Reichsmarine im Dienst.

## Baugeschichte
Die Kiellegung des Schiffs erfolgte im November 1898 auf der Germaniawerft in Kiel. Bereits am 20. November 1899 reisten der Bürgermeister Heinrich Klug, der den Kreuzer am 21. November 1899 auf den Namen Nymphe taufen sollte, in Begleitung des Senators Emil Wolpmann aus Lübeck an. Im Anschluss an die Taufe setzte Klug telegraphisch den zu dieser Zeit auf Schloss Windsor in London weilenden Kaiser von der erfolgten Schiffstaufe in Kenntnis. Dieser antwortete hocherfreut über dieses Ereignis am Geburtstage seiner Mutter. Der Präses des Torpedoversuchskommandos, Kapitän zur See Hugo Zeye, stellte die Nymphe am 20. September 1900 erstmals in Dienst.
Der maximal 3.082 t verdrängende Kreuzer war 105,1 m lang, 12,2 m breit und konnte bei 8.486 PSi auf zwei Schrauben im Test 21,2 Knoten laufen und war damit etwas langsamer als die geplanten 21,5 Knoten. Er verfügte über die Standardbewaffnung seiner Klasse mit zehn 10,5-cm-L/40-Schnellfeuergeschützen, anfangs vierzehn 3,7-cm-Maschinenkanonen und zwei 45-cm-Torpedorohren. Die normale Besatzungsstärke betrug 257 Mann.
In der Messe des Kreuzers befand sich das Gemälde „Blick auf Lübeck“ von Elisabeth Reuter. Der Lübeckische Senat hatte die Lübecker Künstlerin damit beauftragt, es zu malen.

## Erste Einsätze
Schon im Januar 1901 mussten die Probefahrten unterbrochen werden, da die Nymphe als Begleitkreuzer für die kaiserliche Yacht Hohenzollern herangezogen wurde, um Kaiser Wilhelm II. zu den Begräbnisfeierlichkeiten für seine Großmutter, Queen Victoria, zu begleiten. Die Nymphe lag vom 26. Januar bis zum 5. Februar vor Portsmouth und lief dann bis zum 8. über Sheerness und Vlissingen zurück.
Im März war sie dann einsatzbereit und wurde nicht der Flotte, sondern der Torpedo-Inspektion als zweites Versuchsschiff zugewiesen. Dieser Dienst wurde durch regelmäßige Einsätze als Begleitkreuzer der Kaiseryacht unterbrochen. 1902 nahm sie an der Nordlandreise, einem Besuch bei Zar Nikolaus II. in Reval vom 6. bis 8. August und einem Besuch beim Onkel des Kaisers, dem englischen König Eduard VII., im November teil. 1903 war sie so vom 2. bis zum 6. April in Kopenhagen, als der Kaiser den dänischen König Christian IX. besuchte, und nahm wieder an der Nordlandreise teil. Im Winter hatte das Schiff meist längere Werftliegezeiten mit reduzierter Besatzung. 1904 wurde die Nymphe nicht als Begleitschiff der Kaiseryacht herangezogen. Sie führte im Frühjahr Torpedoversuche in den norwegischen Schären durch.
Anfang 1905 war sie dann kurzzeitig das erste Versuchsschiff der Torpedoinspektion, bis sie durch die München ersetzt wurde, um dann im April das dritte Artillerieschulschiff zu werden. Im Frühjahr 1907 wurden vier 10,5-cm-Geschütze auf der Backbordseite ausgebaut und durch vier 8,8-cm-Geschütze und zwei 5,2-cm-Geschütze ersetzt. Die Nymphe war nun das Schulschiff für Maschinenwaffen. Am 31. August wurde sie während der Herbstmanöver vom Küstenpanzerschiff Frithjof gerammt und wegen des Schadens am 19. September 1907 in Kiel außer Dienst gestellt. Nach Behebung der Schäden nach Danzig überführt, wurde sie dort am 23. Mai 1908 erneut aktiviert um ihre Nachfolgerin Medusa zu ersetzen, die eine Grundreparatur benötigte. Bis zum 15. Februar 1909 blieb die Nymphe Schulschiff für Maschinenwaffen mit Heimathafen in Sonderborg, ehe sie durch die Stuttgart ersetzt wurde.

## Kriegseinsatz
Am 2. August 1914 wurde die Nymphe wieder in Dienst gestellt und übernahm am 8. die Führung der Hafenflottille der Elbe. Ob sie während dieser Dienstzeit auf ihre Ursprungsbewaffnung zurück gerüstet wurde, ist nicht bekannt. Am 1. September 1915 wurde sie Schul- und Versuchsschiff der Torpedo-Inspektion und am 1. November 1916 endgültig außer Dienst gestellt. Sie wurde entwaffnet und diente der Torpedo-Inspektion als Wohn- und Exerzierschiff.

## Reichsmarine
Das alte Schiff musste bei Kriegsende nicht abgeliefert werden. Es wurde im November 1920 von Kiel nach Wilhelmshaven verlegt und dort ab November 1922 in der Marinewerft modernisiert. Statt des ausladenden Rammsporns erhielt sie einen modernen Kreuzerbug und einen neuen Fockmast.
Am 30. November 1924 stellte die modernisierte und jetzt mit ehemaligen U-Boot-Kanonen bewaffnete Nymphe in Dienst und wurde das Flaggschiff des Befehlshabers der leichten Seestreitkräfte der Ostsee. Im Juni 1925 machte sie eine Auslandsreise nach Norwegen und nahm 1926 an der Flottenreise in den Atlantik teil, wobei sie Cádiz, Port Mahon, Málaga und Vigo besuchte. Während der Herbstmanöver hielt sie sich kurz in Skagen auf. Bei der Flottenreise 1927 erlitt sie bei Sturm in der Biskaya einen Schaden an der Rudermaschine, der in Ferrol repariert werden musste. Es folgte Besuche in Santa Cruz, La Luz, Lanzarote, Horta, Ponta Delgada, Sevilla und Cádiz. Auf beiden Reisen besuchten die beteiligten vier Linienschiffe und zwei bzw. drei Kreuzer einzeln, in verschiedenen Gruppen und selten auch der gesamte Verband die ausländischen Häfen. 1928 wurden von der Nymphe nochmals Norwegen und Skagen besucht.
Am 16. April 1929 schied die Nymphe endgültig aus dem Dienst der Reichsmarine und wurde durch den neuen Leichten Kreuzer Königsberg ersetzt. Kurzzeitig als Wohnschiff genutzt, wurde die Nymphe 1931 aus der Liste der Kriegsschiffe gestrichen und 1932 in Hamburg abgewrackt.

## Kommandanten
| 20. September 1900 bis März 1901          | Kapitän zur See Hugo Zeye                                    |
| März 1901 bis 30. September 1901          | Korvettenkapitän / Fregattenkapitän Georg Friedrich Scheibel |
| 1. Oktober 1901 bis September 1902        | Korvettenkapitän Günther von Krosigk                         |
| September bis Oktober 1902                | Kapitänleutnant Albertus Petruschky (in Vertretung)          |
| Oktober 1902 bis Januar 1903              | Korvettenkapitän Walter Voit                                 |
| Januar bis Februar 1903                   | Kapitänleutnant Wilibald Grauer (in Vertretung)              |
| Februar bis Oktober 1903                  | Korvettenkapitän Walter Voit                                 |
| Oktober bis Dezember 1903                 | Korvettenkapitän Wilhelm Sthamer                             |
| Dezember 1903 bis Februar 1904            | Kapitänleutnant Wilibald Grauer (in Vertretung)              |
| Februar bis September 1904                | Korvettenkapitän Wilhelm Sthamer                             |
| September 1904 bis Januar 1905            | Korvettenkapitän Leberecht Maaß                              |
| Januar bis März 1905                      | Fregattenkapitän / Kapitän zur See Ernst Schäfer             |
| März bis September 1905                   | Korvettenkapitän Karl Behm                                   |
| September bis November 1905               | Kapitänleutnant Paul Siewert (in Vertretung)                 |
| November 1905 bis Januar 1906             | Fregattenkapitän Wilhelm Schäfer (in Vertretung)             |
| Januar bis September 1906                 | Korvettenkapitän / Fregattenkapitän Karl Behm                |
| Oktober 1906 bis 19. September 1907       | Korvettenkapitän Heinrich Trendtel                           |
| 23. Mai 1908 bis November 1908            | Fregattenkapitän Paul Jantzen                                |
| November bis Dezember 1908                | Kapitänleutnant Kurt von Grumbkow (in Vertretung)            |
| Dezember 1908 bis 15. Februar 1909        | Korvettenkapitän Max Werner                                  |
| 2. August 1914 bis Januar 1915            | Fregattenkapitän Ernst Ewers                                 |
| Januar bis August 1915                    | Fregattenkapitän Erich Graf von Zeppelin                     |
| August bis September 1915                 | Kapitänleutnant Friedrich Wolf (in Vertretung)               |
| September 1915 bis September 1916         | Korvettenkapitän Walter Holtzapfel                           |
| September bis Oktober 1916                | Korvettenkapitän Hermann Schantz (in Vertretung)             |
| Oktober 1916 bis 1. November 1916         | Korvettenkapitän Bruno Hintze                                |
| 30. November 1924 bis 9. Januar 1925      | Kapitän zur See Ernst Bindseil                               |
| 10. Januar 1925 bis 20. September 1926    | Fregattenkapitän Georg Kleine                                |
| 21. September 1926 bis 29. September 1928 | Fregattenkapitän / Kapitän zur See Fritz Conrad              |
| 3. Oktober 1928 bis 16. April 1929        | Fregattenkapitän Wolf von Trotha                             |

## Bekannte Besatzungsangehörige
- Hans-Rudolf Rösing (1905–2004), war von 1962 bis 1965 als Konteradmiral Befehlshaber des Wehrbereichs I
- Der spätere Oberbefehlshaber der Kriegsmarine Karl Dönitz war vom 17. Dezember 1927 bis 23. September 1928 Navigationsoffizier, der Kreuzer gehörte damals zu den Seestreitkräften der Ostsee[3].
- Joachim Ringelnatz leistete einen Teil seiner Dienstzeit 1904 als Einjährig-Freiwilliger auf der SMS Nymphe.[4]